# North Queensland United FC
North Queensland United FC (założony jako North Queensland Fury FC) – australijski, klub piłkarski z siedzibą w Townsville (Queensland). Założony w 2008 roku; w latach 2009–2011 klub występował w rozgrywkach A-League, rozwiązany w 2011 roku. W październiku 2012 roku klub został reaktywowany i przytąpił do rozgrywek National Premier League Queensland, z których wycofał się w 2018 roku.

## Historia

### A-League

#### Procedura przetargowa
Pierwsza oferta dla zespołu z Townsville, który miał przystąpić do rozgrywek A-League, pojawiła się po zakończeniu sezonu 2006/2007; wówczas z rozgrywek został wycofany zespół New Zealand Knights FC. Grupa o nazwie Tropical Football Australia złożyła ofertę przystąpienia do A-League, drugim kandydatem do przystąpienia do ligi była oferta złożona przez New Zealand Football. Ostatecznie Football Federation Australia (FFA) postanowiła przyznać licencję zespołowi z Nowej Zelandii – Wellington Phoenix.
Na sezon 2008/2009 FFA planowała zwiększenie liczby zespołów występujących w lidze krajowej. Zaakceptowane zostały dwie oferty Northern Thunder FC (również North Queensland Thunder FC) oraz Gold Coast Galaxy. Obie oferty zostały wstępnie przyjęte na sezon 2008/2009; dodatkowo zespoły, które miały przystąpić do ligi musiały spełnić kryteria finansowe. W dniu 5 marca 2008 roku główny sponsor oferty Northern Thunder FC wycofał się z finansowania. W wyniku zaistniałej sytuacji FFA w dniu 12 marca 2008 podjęła decyzje o zmianie terminu przystąpienia nowych klubów do A-League. Powiększenie ligi zostało zaplanowana na sezon 2009/2010.
W wyniku przesunięcia daty zwiększenia liczby zespołów występujący w A-League, FFA do końca czerwca 2008 roku otrzymała 10 nowych ofert związanych z przystąpieniem drużyn do ligi krajowej. Dwie z nich pochodziły z Townsville. Zostały one złożone przez businesswomen Milissa Fischefr z Melbourne oraz lokalnego biznesmena Don Matheson. Oferta złożona przez Dona Mathesona była kontynuacja oferty Northern Thunder FC otrzymała wstępną licencję na udział w rozgrywkach A-League w dniu 24 lipca 2008 roku. W dniu 28 sierpnia 2008 roku oferta została ostatecznie zaakceptowana przez dyrektora generalnego FFA Bena Buckleya w wyniku spełnienia wszystkich wymogów prawnych.
6 listopada 2008 została zatwierdzona oficjalna nazwa klubu North Queensland Fury FC.
Debiut w A-League nastąpił w 8 sierpnia 2009 roku, na stadionie Willows Sports Complex. North Queensland Fury uległo w debicie drużynie Sydney FC 2:3. Pierwszym szkoleniowcem zespołu z Townsville był Ian Ferguson. W pierwszym sezonie North Queensland zajął 7 miejsce.

#### Likwidacja
W drugim sezonie w A-Legue drużynę poprowadził czeski szkoleniowiec Frantisek Straka. 1 marca 2011 roku FFA, nie udzieliła licencji zespołowi North Queensland Fury na kolejny sezon z powodu problemów finansowych. FFA uzasadniło swoją decyzje brakiem odpowiedniego kapitału drużyny na kolejny sezon, który wynosił około 300 tysięcy dolarów amerykańskich zamiast wymaganego kapitału na poziomie 1,5 mln dolarów. Po zakończeniu sezonu 2010/2011 klub został zlikwidowany.

#### North Queensland Fury FC w poszczególnych sezonach
| Sezon     | Miejsce | M  | Z | R | P  | B     | Pkt | Seria finałowa |
| --------- | ------- | -- | - | - | -- | ----- | --- | -------------- |
| 2009/2010 | 7       | 27 | 8 | 8 | 11 | 29–46 | 32  | brak awansu    |
| 2010/2011 | 11      | 30 | 4 | 7 | 19 | 28–60 | 19  | brak awansu    |

### Reaktywacja klubu
W dniu 3 października 2012 roku klub został oficjalnie reaktywowany, pod nazwą Northern Fury FC; po ogłoszeniu że klub będzie uczestniczył w rozgrywkach National Premier League Queensland od 2013 roku. Reaktywowany zespół zachował stary herb klubowy. W dniu 13 września 2017 roku klub zmienił nazwę na North Queensland United FC oraz zmienił herb i barwy klubowe. W dniu 27 sierpnia 2018 roku do stanowej federacji piłkarskiej Football Queensland wpłynęło oficjalne oświadczenie, że klub North Queensland United rezygnuje z licencji na grę w rozgrywkach National Premier League Queensland.

## Trenerzy
| Lp. | Trenerzy         | Lata                              |
| --- | ---------------- | --------------------------------- |
| 1   | Ian Ferguson     | 1 lipca 2009 – 30 czerwca 2010    |
| 2   | František Straka | 1 lipca 2010 – 23 marca 2011      |
| 3   | Gareth Edds      | 1 stycznia 2013 – 31 grudnia 2013 |

## Rekordy
Poniżej zaprezentowano rekordy klubu w rozgrywkach A-League.
Najwyższa wygrana:
- Gold Coast United FC 0:2 North Queensland Fury FC (31 października 2009).

Najwyższa porażka:
- Adelaide United FC 8:1 North Queensland Fury FC (21 stycznia 2011).

Najwięcej zwycięstw z rzędu:
- 2 spotkania (od 24 października do 31 października 2009).

Najwięcej porażek z rzędu:
- 8 spotkań (od 2 stycznia do 13 lutego 2011).

Najdłuższa seria bez przegranego meczu:
- 5 spotkań (od 3 października do 31 października 2009).

Najdłuższa seria bez wygranego meczu:
- 11 spotkań (od 18 grudnia 2010 do 13 lutego 2011).